# Giussago
Giussago é uma comuna italiana da região da Lombardia, província de Pavia, com cerca de 3.880 habitantes. Estende-se por uma área de 24 km², tendo uma densidade populacional de 162 hab/km². Faz fronteira com Borgarello, Bornasco, Casarile (MI), Certosa di Pavia, Lacchiarella (MI), Rognano, San Genesio ed Uniti, Vellezzo Bellini, Zeccone.

## Demografia
| Variação demográfica do município entre 1861 e 2011                               |
|                                                                                   |
| Fonte: Istituto Nazionale di Statistica (ISTAT) - Elaboração gráfica da Wikipedia |